# Мамаладзе, Леван Легович
Лева́н Ле́гович Мамала́дзе (груз. ლევან მამალაძე; род. 17 января 1968 года, Тбилиси, ГССР, СССР) — Глава "центра Стратегического Планирования". Начиная с 1988 года вел активную общественно-политическую деятельность в Грузии. Согласно данным международной аналитической организации, входил в десятку самых влиятельных политиков Грузии 2002—2003 годов.

## Биография

### Общественно-политическая деятельность
В 1989 году — вместе с единомышленниками основал экологическое объединение «Движение Зеленых Грузии». Был ученым секретарем, исполнительным секретарем движения.

В 1990 году — Один из основателей Партии Зеленых Грузии. Избран заместителем председателя партии «Зеленых» (председателем партии Был Зураб Жвания).

В 1992 году — избран депутатом Парламента Грузии. Работал председателем парламентской комиссии по межнациональным отношениям.

В 1993 году — один из учредителей политического объединения «Союза Граждан Грузии» (председателем которого был Президент Грузии Эдуард Шеварднадзе).

В 1994 году — первый председатель молодежного союза, член главного совета СГГ.
С 1994 года — по сентябрь 2003 года работал государственным уполномоченным президента Грузии (Губернатором) в регионе «Квемо Картли».

В 2003 году — заместитель председателя «Союза Граждан Грузии».

В 2000 году — основал объединение общественных организаций «Альянс за единство Грузии».

В 2001 году — в парламенте Грузии создал фракцию «за Единство Грузии».

С 2002 года — присоединил фракцию «Союз Граждан Грузии», тем самым управлял самым большим фракционным объединением(большинством) в парламенте Грузии.

С 2 ноября 2003 года — избран депутатом Парламента Грузии. Был претендентом на пост председателя парламента.
С конца 2003 года преследовался режимом Саакашвили, так как считался его конкурентом. От незаконного преследования и репрессии пострадали его семья и близкие. 

С 2004 по 2014 год — проживал в Украине, г. Луганск. Основал «Центр стратегического планирования», Был советником государственных структур. Содействовал проведению выборов в Верховную Раду и в местные муниципалитеты.
Ныне живет в Грузии. Работает в следующих областях: политические технологии, стратегические исследования и планирование, антикризисный менеджмент и решение конфликтов, социальная и квантовая психология, проектирование и управление избирательными компаниями. Консультирует, предоставляет экспертный анализ и планы решения проблем, Грузинским гос. структурам , частным заказчикам и  компаниям.